# هنري أغسطس فيلد
هنري أغسطس فيلد (بالإنجليزية: Henry Augustus Field)‏ هو فلاح وسياسي نيوزلندي، ولد في 1852 في وانجانوي في نيوزيلندا، وتوفي في 8 ديسمبر 1899. حزبياً، نشط في الحزب الليبيرالي النيوزيلندي. وقد انتخب عضو مجلس النواب النيوزيلندي.